# Stereosaurus
Stereosaurus (qui signifie « lézard solide ») est le nom donné à un genre de plésiosaure encore non décrit. 

## Historique
Selon Paleobiology Database en 2024, ce genre est vide sans espèce reconnue puisqu'il a une référence sans description.
Parmi les espèces, on trouve : « S. cratynotus », « Stereoosaurus platyomus » et « S. stenomus », toutes inventées par le paléontologue anglais Harry Govier Seeley (1839-1909), qui les considérait comme des plésiosaures, en 1869. Ces trois genres sont déclarés nomen vanum de Plesiosauria selon Paleobiology Database depuis 1962 par Samuel Paul Welles,. 
Aucun n'a jamais été formellement décrit, et comme tant de temps s'est écoulé, les restes originaux ont peut-être été perdus ou renommés autrement à présent.
Ce paléontologue a classé ce genre Stereosaurus parmi les Elasmosauridae en 1892